# Chromadorita heterophya
Chromadorita heterophya är en rundmaskart. Chromadorita heterophya ingår i släktet Chromadorita, och familjen Chromadoridae. Arten är reproducerande i Sverige.